# 야고시촌
야고시촌(矢越村)은 이와테현 히가시이와이군에 설치되었던 촌이다. 현재의 이치노세키시에 해당한다.

## 연혁
- 1889년 4월 1일 - 정촌제 시행과 함께 히가시이와이군 야고시촌이 성립하였다.
- 1955년 4월 1일 - 오리카베촌 및 오쓰호촌 일부를 합병해 무로네촌이 되었다.

## 교통

### 철도
- 일본국유철도
  - 오후나토선

## 참고서적
- 『이와테현 정촌 합병지』(이와테현 총무부 지방과, 1957년)